# Banksia aemula
Banksia aemula (R.Br., 1811) è una pianta appartenente alla famiglia delle Proteaceae, endemica dell'Australia orientale.